# Finlandia en los Juegos Olímpicos de Garmisch-Partenkirchen 1936
Finlandia estuvo representada en los Juegos Olímpicos de Garmisch-Partenkirchen 1936 por un total de 19 deportistas que compitieron en 5 deportes.  
El portador de la bandera en la ceremonia de apertura fue el esquiador de fondo Sulo Nurmela.

## Medallistas
El equipo olímpico finlandés obtuvo las siguientes medallas:
| Nombre                                                  | Deporte               | Competición |
| ------------------------------------------------------- | --------------------- | ----------- |
| Oro                                                     |                       |             |
| Kalle Jalkanen Klaes Karppinen Matti Lähde Sulo Nurmela | Esquí de fondo        | 4 × 10 km M |
| Plata                                                   |                       |             |
| Birger Wasenius                                         | Patinaje de velocidad | 5000 m M    |
| Birger Wasenius                                         | Patinaje de velocidad | 10 000 m M  |
| Bronce                                                  |                       |             |
| Pekka Niemi                                             | Esquí de fondo        | 18 km M     |
| Birger Wasenius                                         | Patinaje de velocidad | 1500 m M    |
| Antero Ojala                                            | Patinaje de velocidad | 5000 m M    |